# Області Албанії

Карта адміністративного поділу Албанії на 12 областей

Області Албанії (алб. Qarqet e Shqipërisë) є найбільшими адміністративними підрозділами Албанії. 12 областей складаються з 61 муніципалітетів, які є основними територіальними утвореннями для місцевого управління, що складаються з 373 адміністративних одиниць.
Структура уряду базується на конституції 1998 року, тоді як реформа набула чинності 31 липня 2000 року. Дванадцять областей замінили колишні райони (Rrethe)

## Список областей
| Область    | Столиця області | NUTS-2             | Площа     | Населення | Географічні координати |
| ---------- | --------------- | ------------------ | --------- | --------- | ---------------------- |
| Вльора     | Вльора          | Південний регіон   | 1798 км 2 | 122 003   | 40°44′N19°59′E         |
| Тирана     | Тирана          | Центральний регіон | 1652 км2  | 906 166   | 41°6′0″N20°8′0″E       |
| Шкодер     | Шкодер          | Північний регіон   | 3562 км2  | 200 007   | 42°6′0″N19°37′0″E      |
| Лежа       | Лежа            | Північний регіон   | 1620 км 2 | 122 700   | 41°49′N19°41′E         |
| Кукес      | Кукес           | Північний регіон   | 2374 км 2 | 75 428    | 42°7′N20°25′E          |
| Гірокастра | Гірокастра      | Південний регіон   | 2884 км 2 | 59 381    | 40°12′0″N20°15′0″E     |
| Корча      | Корча           | Південний регіон   | 3711 км 2 | 204 831   | 40°40′N20°48′E         |
| Фієрі      | Фієрі           | Південний регіон   | 1890 км2  | 289 889   | 44°46′N19°37′E         |
| Ельбасан   | Ельбасан        | Центральний регіон | 3199 км2  | 270 094   | 41°6′N20°8′E           |
| Дуррес     | Дурес           | Північний регіон   | 766 км 2  | 290 697   | 41°23′N19°30′E         |
| Дібер      | Пешкопія        | Північний регіон   | 2586 км 2 | 115 857   | 41°42′N20°22′E         |
| Берат      | Берат           | Південний регіон   | 1798 км 2 | 122 003   | 40°44′N19°59′E         |
| Загалом    |                 |                    | 28 748    | 2 845 955 |                        |

1. ↑  Popullsia sipas Qarku, Gjinia, Variabla dhe Viti. PX-Web. Архів оригіналу за 10 серпня 2020. Процитовано 23 січня 2021.